# Caio Epídio Márulo
Caio Epídio Márulo (em latim: Gaius Epidius Marullus; fl. 44 a.C.) foi um tribuno romano mais famoso pelo incidente do diadema.
O medo de César se tornar um autocrata, encerrando assim a República Romana, ficou mais forte quando alguém colocou um diadema na estátua de César na Rostra. De acordo com Suetônio, os tribunos ordenaram que a coroa fosse removida, pois era um símbolo de Júpiter e da realeza. Ninguém sabia quem havia colocado o diadema, mas César suspeitou que os tribunos haviam providenciado o seu aparecimento para que tivessem a honra de removê-lo. Os tribunos, Caio Epídio Márulo e Lúcio Cesécio Flavo, retiraram o diadema.
Não muito depois do incidente com o diadema, os mesmos dois tribunos prenderam cidadãos depois de gritarem o título Rex para César enquanto ele passava pelas ruas de Roma. Agora, vendo seus apoiadores ameaçados, César agiu com severidade. Ele ordenou que os presos fossem libertados e, em vez disso, levou os tribunos perante o Senado e os destituiu de seus cargos. César tinha originalmente usado a santidade dos tribunos como uma das razões para o início da guerra civil entre ele e Pompeu, mas agora revogou o seu poder para seu próprio ganho.